# Битва при Фрайбурге
Битва при Фрайбурге — сражение Тридцатилетней войны.
Битва между 20 000 французов под командованием принца Конде Великого и виконта де Тюренна и 15 000 баварцев под командованием графа фон Мерси. 3 августа Тюренн после долгого отхода атаковал баварцев во фланг, в то время когда Конде в 17:00 ударил им во фронт. Когда стемнело, баварцам позволили отступить и ночью Мерси отошел на новую позицию.
Здесь его атаковали 5 августа, но он удерживал позицию весь день. Французы потеряли вдвое больше людей, чем неприятель. Через три дня Мерси счел необходимым отступить и 9 августа во время отступления был атакован кавалерией. Атаку ему удалось отбить, но подоспевший Конде спас кавалерию от разгрома и отбросил баварцев, захватив всю их артиллерию и обоз.